# Chromolucuma rubriflora
Chromolucuma rubriflora là một loài thực vật có hoa trong họ Hồng xiêm. Loài này được Ducke mô tả khoa học đầu tiên năm 1925.